# Szuwałow (obwód woroneski)
Szuwałow (ros. Шувалов) – wieś w Rosji, w obwodzie woroneskim, w rejonie pawłowskim. W 2010 liczyła 807 mieszkańców.